# Salzburger Landestheater

Logo

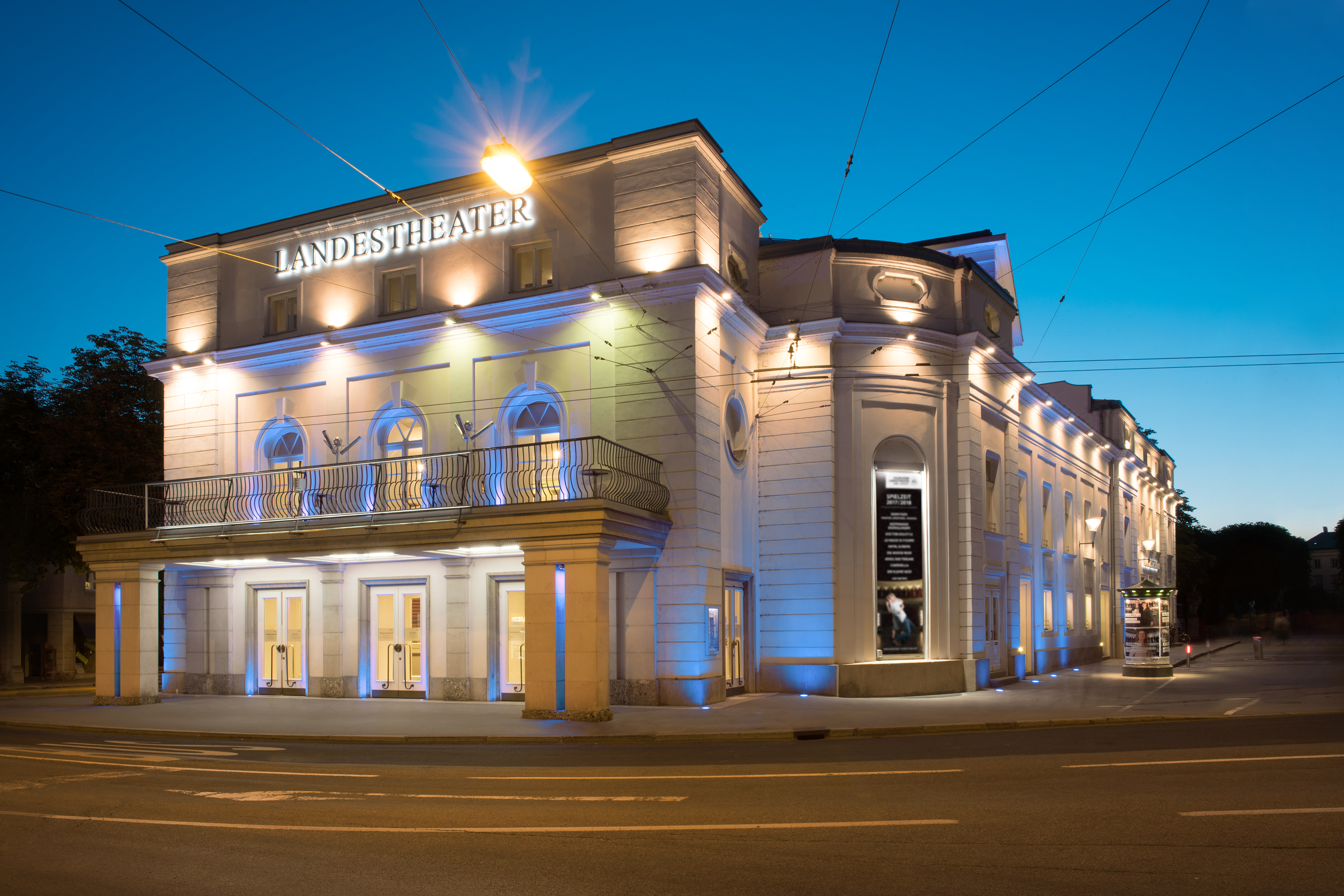

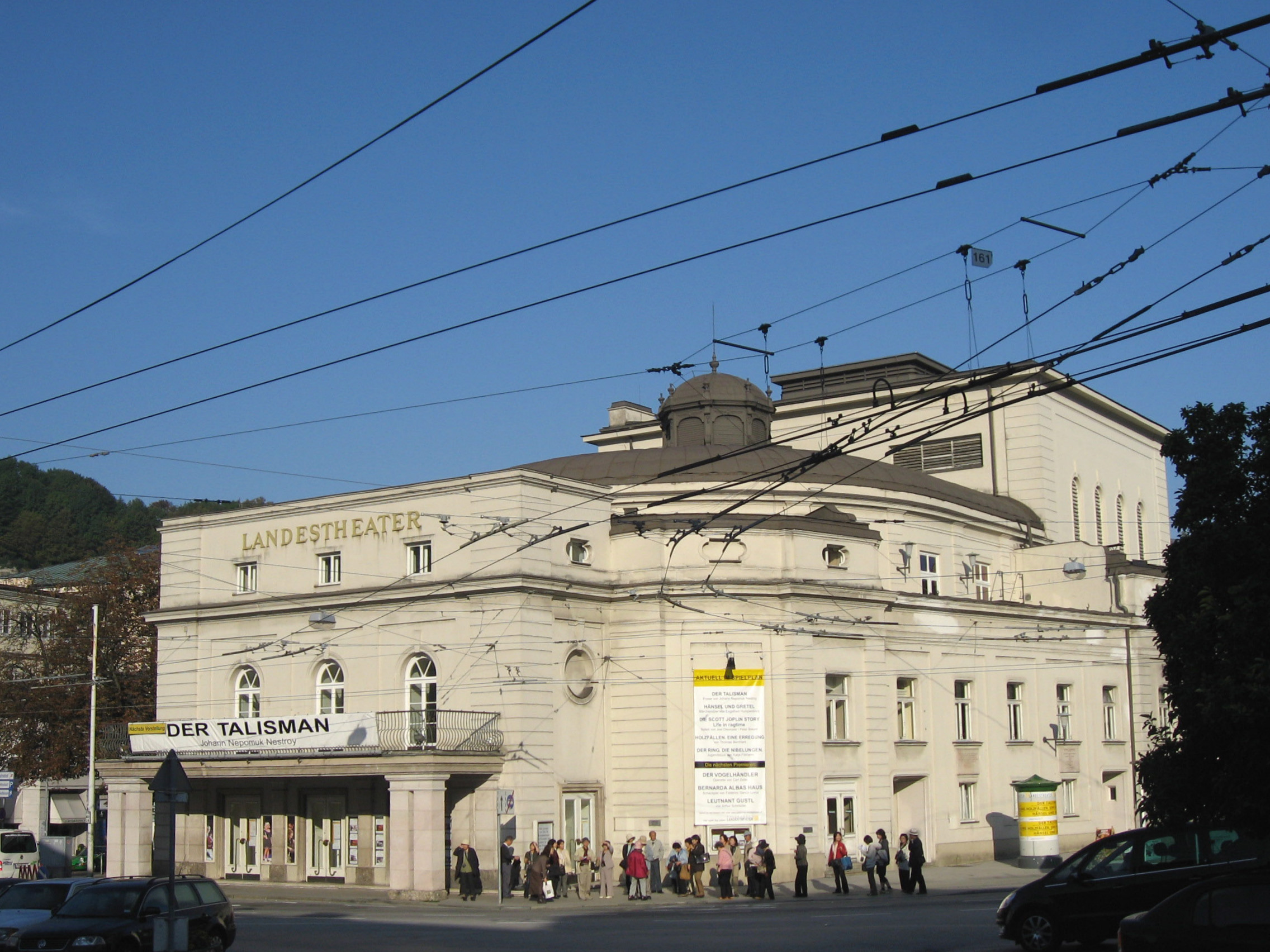
Das Salzburger Landestheater (2007)

Das Salzburger Landestheater steht am Makartplatz in der Altstadt rechts der Salzach in der Landeshauptstadt Salzburg. Das Theater steht unter Denkmalschutz (Listeneintrag) und gehört zum UNESCO-Welterbe Historisches Zentrum der Stadt Salzburg.
Das Landestheater hat ein eigenes Ensemble für Schauspiel, Ballett und Musiktheater (Oper, Operette, Musical). Das Repertoire des Hauses besteht aus zeitgenössischen und klassischen Werken mit 400 Vorstellungen pro Spielzeit. Insgesamt arbeiten am Salzburger Landestheater 340 Personen aus 35 verschiedenen Ländern.
Das Gebäude mit 707 Plätzen wird im Sommer auch von den Salzburger Festspielen für Schauspielaufführungen genutzt.

## Geschichte

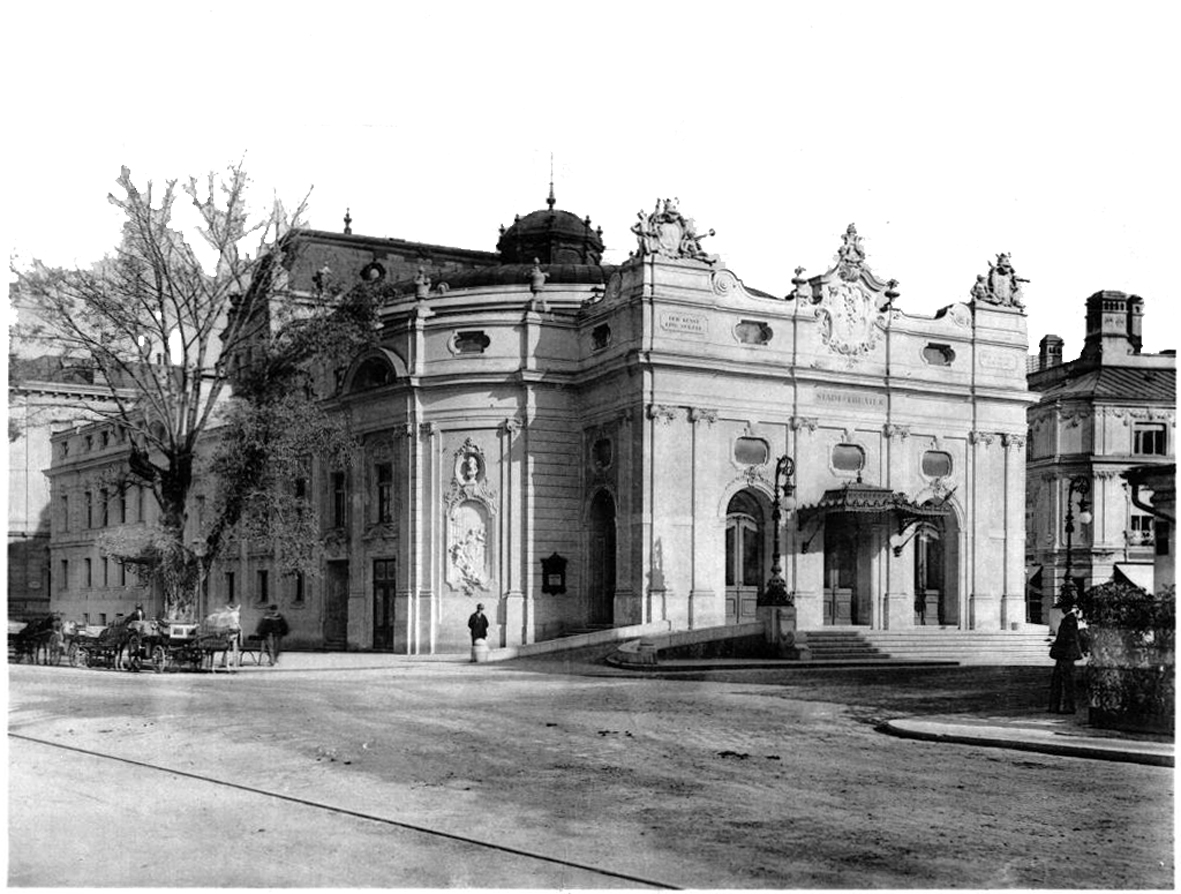
Stadttheater Salzburg, erbaut von Fellner und Helmer (Aufnahme: zwischen 1893 und 1900)

1775 ließ Fürsterzbischof Hieronymus Colloredo, trotz des erbitterten Widerstandes des Salzburger Bürgermeisters Ignatz Anton von Weiser, das zum Zwecke des allseits beliebten Ballspielens von Fürsterzbischof Paris Lodron 1625 errichtete Ballhaus am Hannibalplatz (heute Makartplatz) schleifen und ein Fürsterzbischöfliches Hoftheater erbauen. Seinerzeit lag es direkt an der Uferpromenade der Salzach. Es wurde mit Die Gunst des Fürsten von Christian Heinrich Schmid eröffnet. Das Logentheater erwies sich schon bald als zu klein und wurde bereits 1788 umgebaut.
Ab 1803 hieß das Haus Kurfürstliches Theater, ab 1808 k.k. Nationaltheater. 1809 kam Salzburg kurz unter französische Verwaltung und wurde 1810 bayerische Provinz, das Theater wurde zu der Zeit Königliches National Theater genannt. Von 1827 bis 1882 war das Theater vereinigt mit der Sommerbühne von Ischl. 1892 kam das alte Theater in den Besitz des Stadtmagistrates und wurde aufgrund von Sicherheitsmängeln abgerissen.
Das Wiener Büro Fellner & Helmer errichtete 1892 bis 1893 ein neues Haus im neubarocken Stil, das nach vormittägiger Schlusssteinlegung am Abend des 1. Oktober 1893, als Neues Stadttheater im Beisein von Erzherzog Ludwig Viktor eröffnet wurde. Zur Eröffnung wurde die Ouvertüre zu Mozarts Oper La clemenza di Tito gespielt, gefolgt von einem Prolog von Josef Kollmenn und Ludwig Fuldas Schauspiel „Der Talisman“. 1924 wurde das Haus renoviert, 1938 bis 1939 von Josef Holzinger und Paul Geppert d. J. umgebaut. Am 7. August 1939 wurde die Bühne (im Rahmen der Salzburger Festspiele) mit Mozarts Entführung aus dem Serail wiedereröffnet (Dirigent: Karl Böhm).  Seit 1940 heißt das Theater Landestheater. In den Jahren 2003 und 2004 wurde das Theater umfassend renoviert.
Seit dem Jahr 2010 verbindet das Salzburger Landestheater eine enge Kooperation mit dem Salzburger Marionettentheater. Neben gemeinsamen Neuproduktionen (Der kleine Prinz, Der Ring des Nibelungen) spielt das Ensemble des Landestheaters im Saal des Marionettentheaters mit der Bezeichnung Bühne 24 in den Wintermonaten in eigenen Neuproduktionen. Das im Herbst 2017 eröffnete Probenzentrum Aigen wird ebenfalls als Aufführungsort genutzt. Es wurde von der Architekturwerkstatt Zopf, Salzburg entworfen. Darüber hinaus sind das Große Festspielhaus und das Haus für Mozart im Festspielbezirk ständige Spielstätten des Salzburger Landestheaters.
Unter der Intendanz von Lutz Hochstraate von 1986 bis 2004 konnte sich das Dreispartenhaus wesentlich in allen Sparten profilieren, außerdem wurde ein integriertes Kinder- und Jugendtheater hinzugefügt. Von 2004 bis 2009 leitete Peter Dolder die Geschicke des Salzburger Landestheaters und setzte eigene Akzente, vor allem in der Pflege des Thomas Bernhard-Repertoires, aber auch durch die Erfindung eines theatereigenen Balls. Seit der Spielzeit 2009/2010 leitet Dr. Carl Philip von Maldeghem das Theater und konnte mit seinem Team innerhalb von zwei Jahren die Anzahl der Neuproduktionen und die Zahl der Besucher wesentlich steigern.

## Intendanten
- Karl Wahr, 1775–1779[6]
- Emanuel Schikaneder, 1780
- Franz Anton von Weber, 1795
- Andre Schopf, 1806
- Anton Lechner, 1893–1899 [7]
- Erwin Kerber 1942–1943
- Peter Stanchina, 1951–1957
- Fritz Klingenbeck, 1957–1962
- Hellmuth Matiasek, 1962–1964
- Fritz Herterich, 1964–1967
- Gandolf Buschbeck, 1967–1974
- Karlheinz Haberland, 1974–1981
- Federik Mirdita, 1981–1986
- Lutz Hochstraate, 1986–2004
- Peter Dolder, 2004–2009
- Carl Philip von Maldeghem, ab 2009

## Uraufführungen

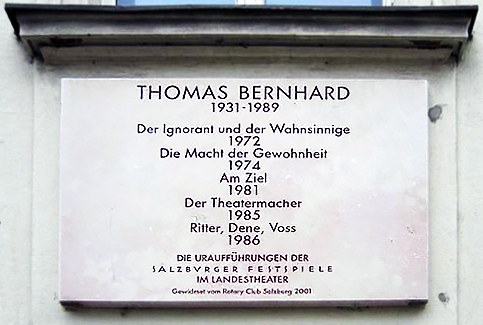
Die von Adolf Haslinger angeregte Gedenktafel erinnert an Uraufführungen der Salzburger Festspiele im Landestheater

Im Gebäude des Landestheaters wurden unter anderem folgende Werke uraufgeführt:
- Ludwig Schmidseder: Glück in Monte Carlo, Operette (1947)
- Frank Martin: Le vin herbé (szenische Uraufführung, 15. August 1948) [8]
- Rolf Liebermann: Die Schule der Frauen (2. Fassung, 17. August 1957) [9]
- Thomas Bernhard: Der Ignorant und der Wahnsinnige (29. Juli 1972) [10]
- Thomas Bernhard: Die Macht der Gewohnheit (27. Juli 1974) [11]
- Thomas Bernhard: Am Ziel (18. August 1981) [12]
- Franz Hummel: König Übü (11. März 1984) [13]
- Thomas Bernhard: Der Theatermacher (17. August 1985) [14]
- Thomas Bernhard: Ritter, Dene, Voss (18. August 1986) [15]
- Botho Strauß: Das Gleichgewicht (26. Juli 1993)
- Rolf Hochhuth: Arbeitslose oder Das Recht auf Arbeit
- Gerhard Schedl: Glaube Liebe Hoffnung
- Roland Schimmelpfennig: Vier Himmelsrichtungen (30. Juli 2011)
- Hossam Mahmoud: Tahrir (17. Mai 2015)[16]
- Reginaldo Oliveira, Flavio Salamanka: Tanto ... Tango! (18. Oktober 2020)[17]
- Alma Deutscher: Des Kaisers neue Walzer (4. März 2023)[18]
- Vea Kaiser: Blasmusikpop (7. Oktober 2023)[19][20]